# Parafia św. Mikołaja w Pstrążnej
Parafia św. Mikołaja w Pstrążnej - rzymskokatolicka parafia należąca do dekanatu pogrzebieńskiego w archidiecezji katowickiej.

## Rys historyczny
Parafia Pstrążna powstała najpóźniej w drugiej połowie XIII wieku. Początkowo należały do niej: Dzimierz, Żytna, Rzuchów, Lęgów, Łańce, Czernica, Łuków, Piece, Pietrzkowice, Buzowice oraz Babia Góra. W połowie XVII wieku wszyscy parafianie byli katolikami, jednak wzmianka z 1679 roku podaje, że świątynia była chwilowo w rękach luteran.
Pierwszy kościół pod wezwaniem św. Mikołaja został wybudowany i poświęcony w 1341 roku. Jego ostatnim proboszczem był ks. Jan Kromer. Po około 400 latach rozebrano świątynię, ponieważ groziła zawaleniem. Drugi drewniany kościół został wzniesiony w 1684 roku. Inicjatorem budowy był ks. Zygmunt Dyrdzik, proboszcz parafii w latach 1683–1709. Z upływem czasu parafia się rozrosła, a ówczesny kościół był już zbyt mały aby pomieścić wiernych. Dlatego też na mocy uchwały Zarządu Kościelnego w Pstrążnej rozebrano drewnianą świątynię w roku 1905. Obecny murowany kościół zbudowano w 1905 roku a poświęcono go 10 grudnia 1905 roku. Konsekracja odbyła się z okazji jubileuszu 75-lecia istnienia nowego kościoła – 7 grudnia 1980 roku. Dokonał jej bp katowicki Herbert Bednorz. Witraże w prezbiterium jak również wystrój plastyczny zaprojektował artysta plastyk Wiktor Ostrzołek.
Dnia 10 lutego 1924 roku na rzecz parafii Radoszowy odłączono od Pstrążnej: Pietrzkowice, Piece dwór oraz kolonię Buzowice. Rozporządzenie kurii diecezjalnej w Katowicach z dnia 1 stycznia 1946 roku postanawia o odłączeniu kolejnych wiosek. Czernica, Łuków jak również Czernickie Podlesie zostają dołączone do parafii Czernica. Ostatnia odpada Żytna przyłączona do parafii Raszczyce w 1998.
W 1988 roku dzięki ofiarności parafian wyremontowano kaplicę w Dzimierzu oraz Rzuchowie. Wzniesiono również nową w Łańcach. Po długoletnich staraniach wybudowano kościół filialny w Żytnej, który został poświęcony przez bp. Czesława Domina 10 marca 1989. W dniach 14-15 sierpnia 1997 odbyła się peregrynacja obrazu Matki Boskiej Częstochowskiej. Podobna uroczystość miała miejsce 14 maja 1967 roku, lecz obraz został uwięziony przez władze PRL-u.
W 1998 roku wybudowano kościół filialny pw. św. Krzysztofa na Lęgowie, który został poświęcony przez ks. arcybiskupa Damiana Zimonia dnia 9 czerwca 1998 roku.
Duszpasterze
- ks. Jan Kulig 1922 – 1927
- ks. Augustyn Rasek 1927 – 1945
- ks. Paweł Hojka; administrator 1945 – 1957, proboszcz 1957 – 1959
- ks. Emanuel Piwoń 1959 – 1967
- ks. Alfred Blaucik, administrator 1967 – 1984
- ks. Krzysztof Spyra 1984 – 2015
- ks. Edward Fórmanowski 2015 – nadal